# استیگ آسموسن
استیگ آسموسن (انگلیسی: Stig Asmussen؛ زادهٔ ۱ ژانویهٔ ۱۹۰۱) توسعه‌دهنده بازی ویدئویی است که برای فعالیتش در فرنچایز خدای جنگ شناخته می‌شود. او هم‌اکنون در رسپاون اینترتینمنت فعالیت دارد.